# Rodriguezia
Rodriguezia – rodzaj roślin z rodziny storczykowatych (Orchidaceae). Obejmuje 47 gatunków oraz jedną hybrydę występujące w Ameryce Środkowej i Południowej w takich krajach jak: Argentyna, Boliwia, Brazylia, Kolumbia, Kostaryka, Ekwador, Gujana Francuska, Gujana, Meksyk, Nikaragua, Panama, Paragwaj, Peru, Surinam, Trynidad i Tobago, Wenezuela, Windward Islands.

## Systematyka
Rodzaj sklasyfikowany do podplemienia Oncidiinae w plemieniu Cymbidieae, podrodzina epidendronowe (Epidendroideae), rodzina storczykowate (Orchidaceae), rząd szparagowce (Asparagales) w obrębie roślin jednoliściennych.
Wykaz gatunków
- Rodriguezia antioquiana Kraenzl.
- Rodriguezia bahiensis Rchb.f.
- Rodriguezia batemanii Poepp. & Endl.
- Rodriguezia bifolia Barb.Rodr.
- Rodriguezia bockiae D.E.Benn. & Christenson
- Rodriguezia brachystachys Rchb.f. & Warm.
- Rodriguezia bracteata (Vell.) Hoehne
- Rodriguezia bungerothii Rchb.f.
- Rodriguezia candelariae Kraenzl.
- Rodriguezia candida Bateman ex Lindl.
- Rodriguezia carnea Lindl.
- Rodriguezia chasei Dodson & D.E.Benn.
- Rodriguezia chimorensis Dodson & R.Vásquez
- Rodriguezia cinnabarina H.G.Jones
- Rodriguezia claudiae Chiron
- Rodriguezia compacta Schltr.
- Rodriguezia cuentillensis Kraenzl.
- Rodriguezia decora (Lem.) Rchb.f.
- Rodriguezia delcastilloi D.E.Benn. & Christenson
- Rodriguezia dodsoniana H.Medina
- Rodriguezia dressleriana R.González
- Rodriguezia ensiformis Ruiz & Pav.
- Rodriguezia fernandezii Dodson & D.E.Benn.
- Rodriguezia granadensis (Lindl.) Rchb.f.
- Rodriguezia huebneri Schltr.
- Rodriguezia joesiana Campacci & J.B.F.Silva
- Rodriguezia lanceolata Ruiz & Pav.
- Rodriguezia leeana Rchb.f.
- Rodriguezia lehmannii Rchb.f.
- Rodriguezia leucantha Barb.Rodr.
- Rodriguezia limae Brade
- Rodriguezia luteola N.E.Br.
- Rodriguezia negrensis (Barb.Rodr.) Cogn.
- Rodriguezia obtusifolia (Lindl.) Rchb.f.
- Rodriguezia pardina Rchb.f.
- Rodriguezia pubescens (Lindl.) Rchb.f.
- Rodriguezia pulcherrima Bogarín, Pupulin & H.Medina
- Rodriguezia pulchra Løjtnant
- Rodriguezia refracta (Lindl.) Rchb.f.
- Rodriguezia ricii R.Vásquez & Dodson
- Rodriguezia rigida (Lindl.) Rchb.f.
- Rodriguezia satipoana Dodson & D.E.Benn.
- Rodriguezia sticta M.W.Chase
- Rodriguezia strobelii Garay
- Rodriguezia suarezii Kolan. & Medina Tr.
- Rodriguezia sucrei Braga
- Rodriguezia vasquezii Dodson

Wykaz hybryd
- Rodriguezia × kayasimae V.T.Rodrigues & Vinhos